# Dan Barrett
Dan Barrett (Pasadena, 14 december 1955) is een Amerikaanse jazz-trombonist, kornettist en arrangeur. Zijn muziek beweegt zich tussen dixieland en swing.
Barrett speelde in de jaren zeventig in revival-bands, zoals de Golden Eagle Jazz Band. Met enkele voormalige leden van de band van Kid Ory speelde hij op de begrafenis van Ory, waaronder Teddy Buckner. Hij was lid van de Widespread Depression Orchestra en speelde in de club van Eddie Condon. Hij had een kwintet met Howard Alden en speelde als sideman met Benny Goodman (in 1985) en Buck Clayton. Als bandleider heeft hij verschillende platen opgenomen voor Concord Jazz, maar hij is ook als sideman te horen. Voor Arbors Records maakte hij een vijftal platen als leider, en opnames met onder meer Alden en John Sheridan. Bij Arbors is hij ook muzikaal directeur.

## Discografie (selectie)
- Strictly Instrumental, Concord, 1987
- Reunion with Al (met Al;Jenkins), Arbors, 1995
- Two Sleep People (met Sheridan), Arbors, 1996
- Blue Swing, Arbors, 2000
- International Swing Party, Nagel-Heyer, 2001

- Bibliothèque nationale de France: cb13931272d (data)
- Gemeinsame Normdatei: 135196515
- International Standard Name Identifier: 0000 0000 5513 9561
- Library of Congress Control Number: n88652584
- MusicBrainz: de58080a-094d-4697-a19b-24b29b5aafb5
- Nationale Bibliotheek van Israël: 987008817254005171
- SNAC: w6s891rd
- Virtual International Authority File: 32186425
- WorldCat: E39PBJppFwDyjdYHYKxjbQv8md